# السياحة في راواندا
السياحة في رواندا تعد المصدر الأكبر لإيرادات النقد الأجنبي في رواندا. كان من المتوقع أن ينمو بمعدل 25% سنويا من عام 2013 إلى عام 2018. يعد القطاع المساهم الأكبر في استراتيجية التصدير الوطنية. بلغ إجمالي الإيرادات الناتجة عن القطاع في عام 2014 وحده 305 مليون دولار أمريكي.

## ملخص
كما استقطب القطاع استثمارات أجنبية مباشرة مع قيام كبرى العلامات التجارية الفندقية العالمية بإنشاء متاجر في الدولة بما في ذلك فنادق ومنتجعات ماريوت، وبارك إن باي راديسون، وفنادق ومنتجعات شيراتون ، وفنادق بروتيا باي ماريوت، وفنادق جولدن توليب، وزنك. بفضل مركز المؤتمرات الجديد ذي الطراز العالمي، من المتوقع أن تصبح رواندا مركزًا إقليميًا ودوليًا للمؤتمرات بفضل مرافق المؤتمرات التي تتحسن باستمرار، وشبكة النقل الممتازة والمتوسعة، وإجراءات الهجرة المباشرة مثل القدرة على تقديم طلبات التأشيرة عبر الإنترنت، والإعفاء من التأشيرة لجميع الأفارقة، وسياسة التأشيرة السياحية الواحدة لمجموعة شرق إفريقيا .. تشهد السياحة في البلاد تزايدًا سريعًا. من أجل وضع رواندا على الخريطة العالمية كوجهة سياحية من الدرجة الأولى، وقع مجلس تنمية رواندا اتفاقية شراكة مع نادي أرسنال لكرة القدم ومقره لندن ونادي باريس سان جيرمان الفرنسي لكرة القدم، والتي ستستمر حتى عام 2025 واتفاقية أخرى مع نادي بايرن ميونيخ الألماني حتى عام 2028، وكل ذلك من أجل المساعدة في بناء صناعة السياحة في البلاد. قد أدى هذا إلى رفع إجمالي أعداد السياحة بنسبة 8%، وفقًا للمسؤولين الروانديين.

## سياحة الحياة البرية

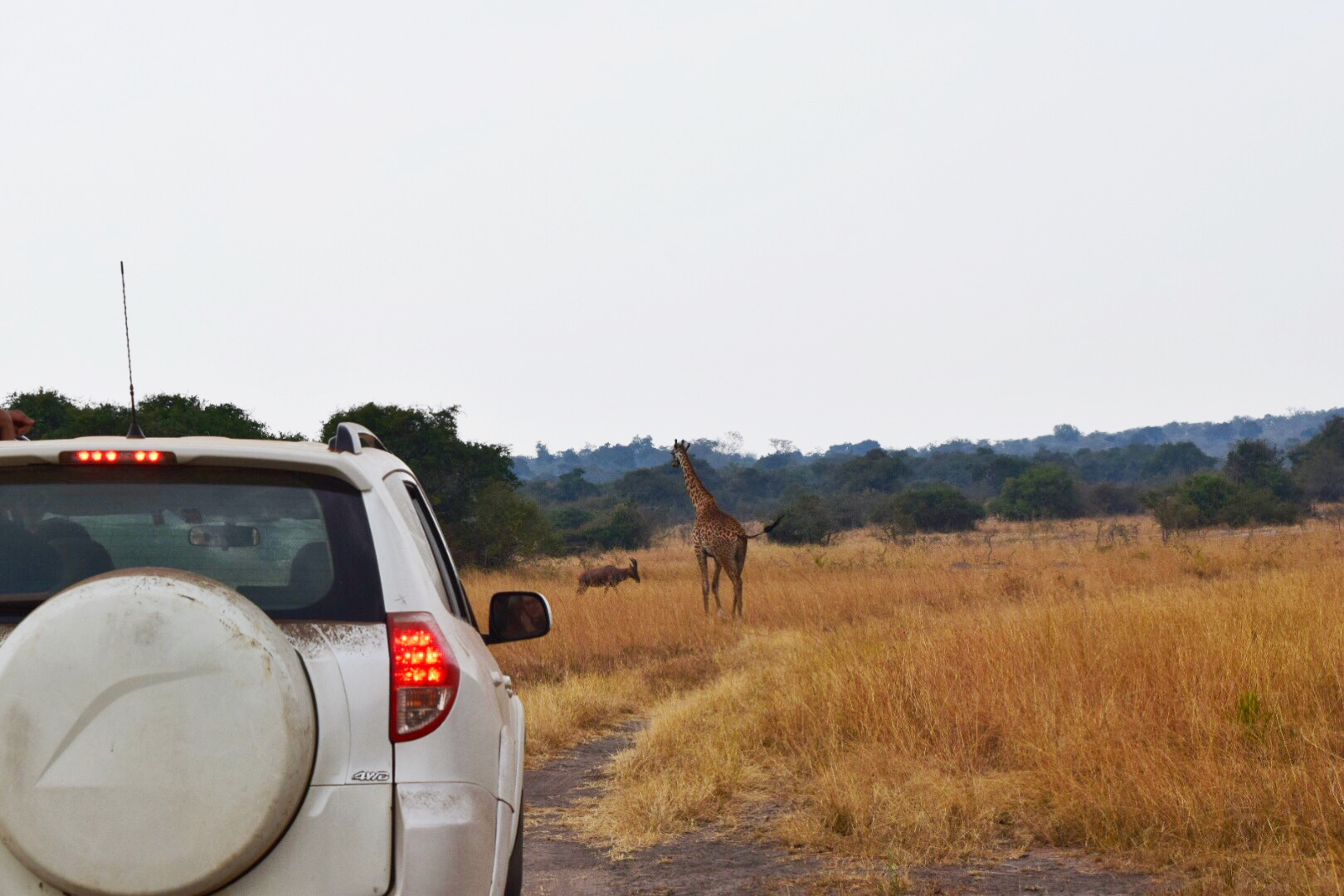

يتم قيادة المجموعات السياحية من قبل مرشدين متخصصين في تعليم الآخرين عن المناظر الطبيعية والحياة البرية في رواندا. تزور البعثات الاستكشافية البراكين والشلالات والغابات المطيرة التي تعد موطنًا للعديد من الحيوانات الأفريقية. كما أن رواندا موطنًا لعدد كبير ومتنوع من الحيوانات، بما في ذلك الغوريلا الجبلية ، وأكبر حديقة طبيعية لفراس النهر في العالم، والتي يُعتقد أن 20 ألفًا منها يعيش هناك. تحظر رواندا وتمنع الأكياس البلاستيكية ويُنصح السياح بعدم إحضارها إلى البلاد.

## معالم سياحية

### حديقة البراكين الوطنية
تُعدُّ حديقة البراكين الوطنية، الواقعة ضمن منطقة فيرونجا متعددة الجنسيات لحفظ الطبيعة، وجهةً رئيسية لرحلات السفاري لمشاهدة الغوريلا الجبلية في رواندا. توفر الحديقة ملاذًا لهذه الكائنات النادرة، حيث تُعد الأكثر سهولة للوصول على مستوى العالم، إذ تبعد حوالي ساعتين فقط بالسيارة عن مطار كيغالي الدولي. تقع الحديقة على الحدود مع أوغندا وجمهورية الكونغو الديمقراطية، وتضم عددًا متزايدًا من الغوريلا الجبلية المهددة بالانقراض، حيث يُقدَّر عددها حاليًا بحوالي 700 غوريلا، مقارنة بـ 240-250 فقط في عام 1981. منذ عام 2005، أُطلق تقليد سنوي لتسمية الغوريلا حديثة الولادة.

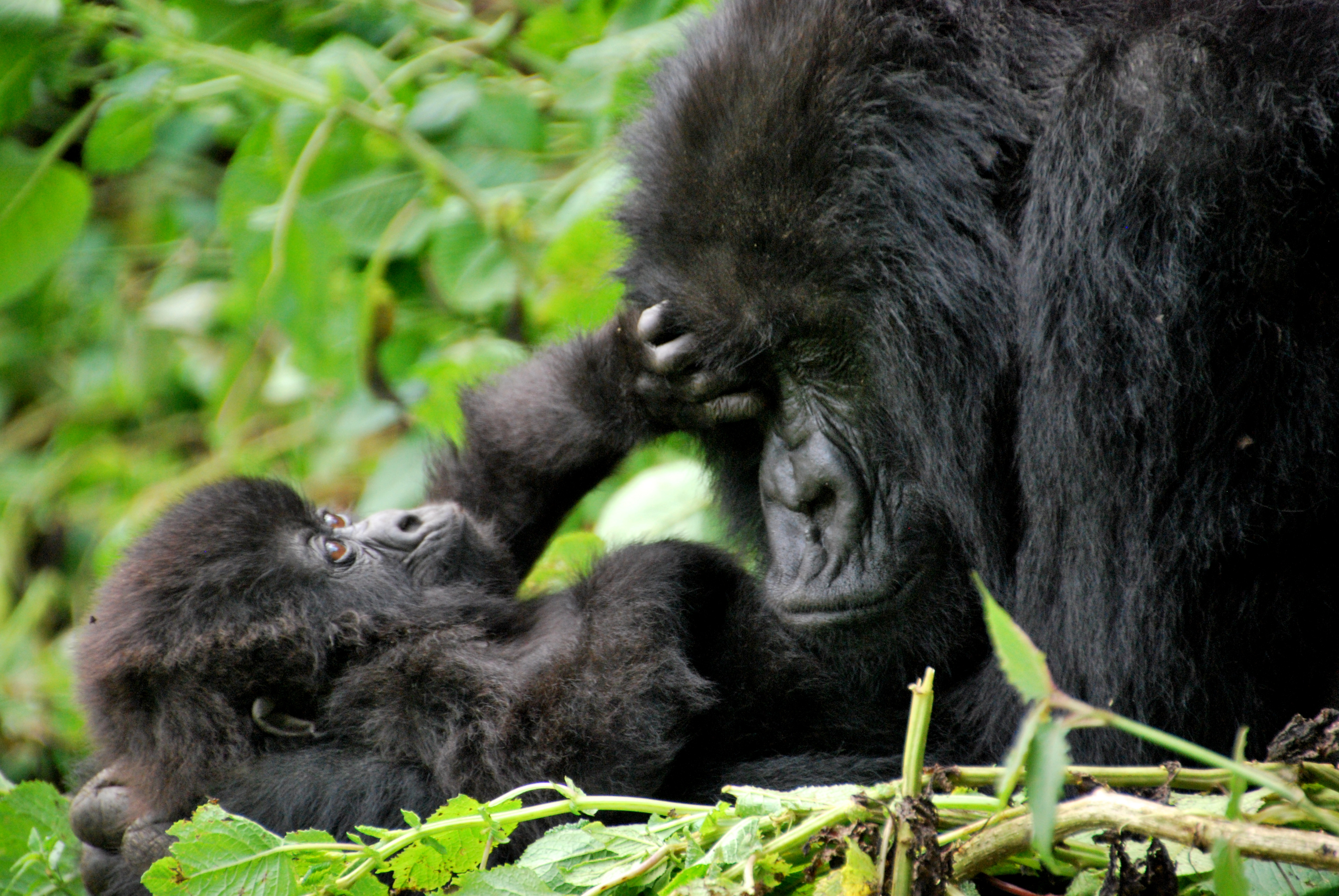

إضافة إلى الغوريلا، تُعتبر الحديقة موطنًا لمجموعة متنوعة من الكائنات الأخرى مثل القرود الذهبية، والعديد من أنواع الطيور، والزواحف، والبرمائيات، والحشرات، مما يجعلها وجهة مثالية للسفاري في رواندا. سُمِّيَت الحديقة على اسم سلسلة البراكين الخاملة التي تشكل كتلة فيرونجا، ومن أبرز معالمها قمة كاريسيمبي بارتفاع 4507 أمتار، إلى جانب بحيرة بيسوكي البركانية وسلاسل جبال سابينيو وجاهينجا وموهابور، تستغرق جولة الاستكشاف في منتزه البراكين الوطني عادةً بين أربع إلى ثماني ساعات، حيث يمر الزوار عبر غابات الخيزران والمستنقعات والمروج للوصول إلى إحدى عائلات الغوريلا المهيأة للتفاعل مع البشر.

### منتزه غابة نيونغوي الوطني
تُعدُّ غابة نيونغوي واحدة من أقدم الغابات المطيرة في إفريقيا، وتمتاز بجمالها الأخَّاذ وتنوعها البيولوجي الفريد. تحتضن الغابة 1068 نوعًا من النباتات، بما في ذلك 140 نوعًا من الأوركيد، بالإضافة إلى 322 نوعًا من الطيور، أبرزها طائر الثرثار ذو الياقات الحمراء. كما تضم 75 نوعًا من الثدييات، من بينها قط السرفال، والنمس، وثعلب الكونغو عديم المخالب، والنمر، وغيرها.
يُعتبر تتبع الشمبانزي من أبرز الأنشطة السياحية في نيونغوي، إلى جانب مشاهدة 12 نوعًا آخر من الرئيسيات، منها قرد لوهوست المتوطن في شق ألبرتين. توفر الحديقة أيضًا تجربة فريدة من نوعها في شرق إفريقيا، وهي السير على جسر معلق يمتد بطول 91 مترًا على ارتفاع يزيد عن 50 مترًا فوق الغابات المطيرة الخضراء. للوصول إلى هذا الجسر، يحتاج الزوار إلى رحلة مشي مظللة تستغرق حوالي 90 دقيقة من مركز زوار أوينكا، ما يجعل الزيارة مغامرة لا تُنسى لعشاق الطبيعة.

### غابة جيشواتي
هي جزءًا من منتزه غابة جيشواتي موكورا الوطني. تتم إدارة امتياز جيشواتي بالتعاون مع جمعية غابة الأمل ومجلس تنمية رواندا . تم افتتاح غابة جيشواتي للجمهور في الأول من ديسمبر 2020. الأنشطة الأكثر شعبية هي تعقب الشمبانزي والمشي لمسافات طويلة ومراقبة الطيور. من الأنشطة الأخرى التي يمكنك التفكير في القيام بها أثناء زيارتك لجيشواتي هي رحلة مشاهدة القرود الزرقاء ورحلة مشاهدة القرود البيضاء، بالإضافة إلى جولة مشي مجتمعية في القرى المجاورة. الإقامة الوحيدة في الحديقة هي بيت ضيافة يحتوي على غرفتين توأم وموقع للتخييم.

### منتزه أكاجيرا الوطني
تقع حديقة أكاجيرا الوطنية في شرق رواندا، على بُعد حوالي ساعتين ونصف بالسيارة من كيغالي، وتُدار من قِبل منظمة المتنزهات الأفريقية. تمتد الحديقة على مساحة 2,500 كيلومتر مربع (970 ميل مربع)، مما يجعلها واحدة من أكبر الأراضي الرطبة المحمية في وسط إفريقيا. تتكون الحديقة من أراضي السافانا التي تتخللها أشجار الأكاسيا، والشجيرات، والمروج العشبية المفتوحة، بالإضافة إلى عشرات البحيرات والمستنقعات.
سُميت الحديقة تيمنًا بنهر كاجيرا، الذي يجري على طول الحدود الشرقية لرواندا مع تنزانيا، ويغذي بحيرة إيهيما والعديد من البحيرات الأخرى في المنطقة. تُعد الحديقة موطنًا لتنوع مذهل من الحياة البرية، بما في ذلك الأفيال، والجاموس، والزرافات، والحمير الوحشية، والفهود، والضباع، والأسود، ووحيد القرن، إضافة إلى مجموعة متنوعة من الظباء مثل الإمبالا، وظباء الأوريبي، وظباء الماء، وظباء الإيلاند العملاقة. تضم الحديقة مستعمرات من أفراس النهر وتماسيح النيل التي تزدهر بالقرب من بحيرة إيهيما. وتشمل الرئيسيات الموجودة فيها قرود الزيتون، وقرود الفرفت، والقرود الزرقاء، وأطفال الأدغال. يتميز منتزه أكاجيرا الوطني بتنوع مناظره الطبيعية، حيث يمكن للزوار الاستمتاع بمشاهدة التحول من سهول السافانا المفتوحة إلى الأراضي الرطبة والبحيرات، مما يوفر تجربة استثنائية لعشاق الطبيعة والحياة البرية.

### بحيرة كيفو
تغطي مساحة سطحية قدرها 2,700 كـم2 (1,000 ميل2) بحيرة كيفو هي أكبر بحيرة في رواندا والسادسة من حيث الحجم في أفريقيا. تؤدي التلال شديدة الانحدار والمدرجات إلى شاطئ البحيرة الخلاب ومدن المنتجعات جيسيني، وكيبوي، وسيانجوجو . تخدم هذه المدن الصغيرة كملجأ من الرحلات الشاقة أحيانًا للبحث عن الغوريلات والشمبانزي في البراكين المحيطة ومنتزهات غابات نيونغوي الوطنية. تتمتع بحيرة كيفو بواجهة بحرية نابضة بالحياة من الشواطئ الرملية المختلطة بالمنتجعات. تُعرف بحيرة كيفو أيضًا بأنها واحدة من أكثر البحيرات أمانًا في أفريقيا ولا توجد بها حيوانات خطيرة مثل أفراس النهر أو التماسيح. وتضم بحيرة كيفو أيضًا مئات الجزر. الجزيرة الأكثر شهرة في بحيرة كيفو هي جزيرة نابليون خارج كارونجي والتي تعد منطقة محمية وموطنًا لواحدة من أكبر مستعمرات الخفافيش ذات اللون القشري في أفريقيا. الطريقة الأكثر شيوعًا لاستكشاف بحيرة كيفو هي من خلال أحد قوارب الرحلات القياسية المزودة بمقاعد وسقف.

### درب الكونغو والنيل

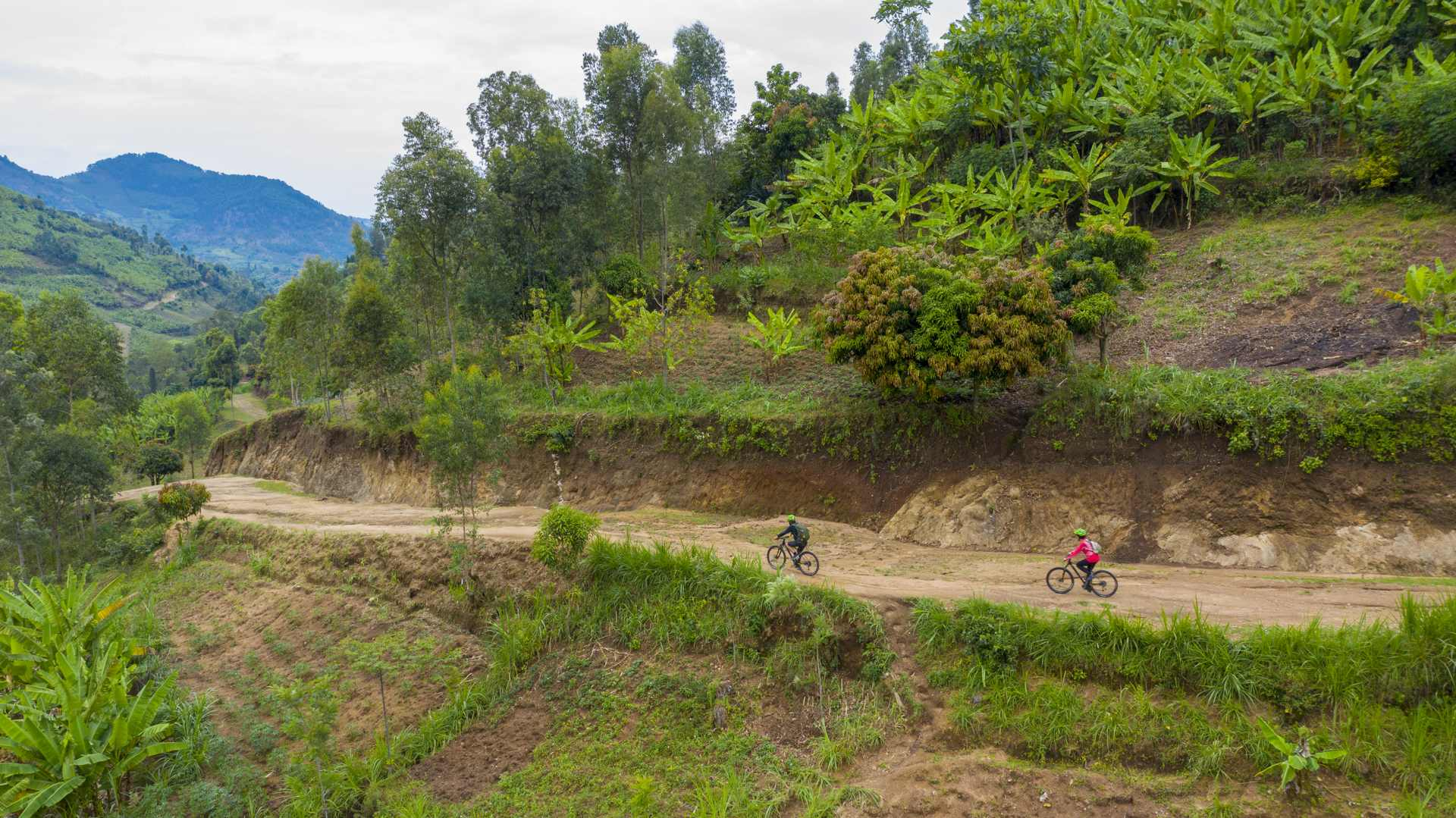

هو مسار للمشي لمسافات طويلة وركوب الدراجات الجبلية على طول قسم الكونغو النيل بين روسيزي وروبافو. يشتمل مسار نهر الكونغو على 8 مراحل لركوب الدراجات، و10 مراحل للمشي لمسافات طويلة. تستغرق كل مرحلة يومًا واحدًا حتى تكتمل، ويتوفر الطعام والسكن في نهاية كل مرحلة. يمر درب الكونغو والنيل عبر المناظر الطبيعية الرائعة لبحيرة كيفو والتلال الرواندية الخضراء. ويمر المسار عبر خمس مناطق، وهي روبافو وروتسيرو وكارونجي ونياماشيكي وروسيزي. يمر مسار نهر الكونغو أيضًا بمتنزهين من حدائق رواندا الوطنية الخمسة؛ منتزه غابة نيونغوي الوطني ومنتزه غابة جيشواتي موكورا الوطني.

### متحف قصر الملك
هو أحد المتاحف الوطنية الثمانية في رواندا، وأهم معلم جذب في متحف قصر الملك، هو أبقار إينامبو المقدسة بسبب قرونها الكبيرة بشكل مذهل. طوال اليوم، يقوم المطربون التقليديون بتهدئة الأبقار من خلال إنشاد القصائد، وهي طقوس فريدة من نوعها في رواندا. يعرض المتحف نسخة طبق الأصل من قصر ملكي من القرن الخامس عشر بسقف من القش وكوخ ملكي وكوخ للحليب الطازج تديره تقليديا امرأة غير متزوجة. يحتوي على منزل على الطراز الاستعماري كان في السابق المقر الملكي للملك موتارا الثالث روداهيجوا في منتصف القرن العشرين. يمتزج التصميم الداخلي بشكل مذهل بين الأنماط الرواندية والأثاث المصمم على الطراز الأوروبي (بعضها كان مملوكًا للملك بالفعل).

### المتحف الإثنوغرافي
يُعتبر المتحف الإثنوغرافي في رواندا واحدًا من أفضل المتاحف في إفريقيا لعرض التحف الإثنوغرافية والأثرية. يقع المتحف في منطقة هوي، على بُعد حوالي 130 كيلومترًا جنوب العاصمة كيغالي، وقد أهدته بلجيكا لرواندا في عام 1989 بمناسبة الذكرى الخامسة والعشرين لاستقلال البلاد.
يضم المتحف سبعة معارض متميزة تأخذ الزوار في رحلة استكشافية إلى ماضي رواندا قبل الحقبة الاستعمارية. تشمل المعروضات مجموعة متنوعة من السلال المنسوجة بدقة، والملابس التقليدية المصنوعة من جلود الحيوانات، والرماح والأقواس المصنوعة من العشب، بالإضافة إلى الطبول الموسيقية التي تعود إلى مئات السنين، وأدوات الزراعة القديمة التي تسلط الضوء على حياة الأجداد اليومية. يُوفر المتحف تجربة تفاعلية فريدة من خلال العروض الحية التي تُبرز الحرف اليدوية التقليدية، مما يمنح الزوار فرصة لمشاهدة الثقافة الرواندية وهي تنبض بالحياة.

### النصب التذكاري للإبادة الجماعية في كيغالي
تم افتتاح النصب التذكاري للإبادة الجماعية في كيغالي بمنطقة جيسوزي بمناسبة الذكرى العاشرة للإبادة الجماعية التي وقعت في رواندا، ويُعد موقع دفن لـ 250 ألف ضحية من ضحايا هذه المأساة. يهدف النصب إلى توعية الزوار بتاريخ الإبادة الجماعية ضد التوتسي، كما يقدم سياقًا عن الإبادات الجماعية الأخرى التي حدثت خلال القرن العشرين.يتضمن النصب "جدار الأسماء" المخصص لضحايا الإبادة الجماعية، إلا أن العمل عليه لا يزال مستمرًا، نظرًا لعدم التعرف على هويات العديد من الضحايا أو العثور على أسمائهم بعد. تُوفّر الحدائق التذكارية في الموقع أجواءً هادئة للتأمل في مأساة الإبادة الجماعية وتاريخها المؤلم. وعلى الرغم من أن هذا النصب في كيغالي هو الأكبر والأكثر شهرة، إلا أن آثار الإبادة الجماعية كانت شاملة لجميع أنحاء رواندا. لذا، تنتشر النصب التذكارية الأخرى في مختلف المناطق، وتتفاوت في تصميمها بين حدائق هادئة للتأمل ومواقع أكبر تحتوي على معروضات، بقايا وآثار توثق أهوال الإبادة الجماعية وتُخلِّد ذكرى الضحايا.